# Internet Explorer Mobile
Internet Explorer Mobile (anteriormente llamado Pocket Internet Explorer o PIE en versiones previas a Windows Mobile 5.0) es un navegador de Internet para Pocket PC y Handheld PC que viene instalado por defecto en Windows Mobile, Windows CE y Windows Phone. Funciona de manera similar al popular navegador Internet Explorer, aunque utiliza un motor de renderizado distinto. Microsoft desarrolló esta versión de Internet Explorer únicamente para sus plataformas móviles.

## Historia
Pocket Internet Explorer fue introducido por primera vez en Windows CE 1.0, lanzado en noviembre de 1996. No deriva del código de Internet Explorer y fue escrito para ser tan ligero como fuese posible. PIE 1.1 ya admitía cookies de Internet, HTTPS y SSL. Pocket Internet Explorer 2.0, lanzado en septiembre de 1997 con Windows CE 2.0, agregado nuevas características: navegación fuera de línea, redimensionar imágenes para que cupieran en la pantalla, y un mejor soporte de HTML, incluyendo marcos y tablas. PIE 3.0,introducido en julio de 1998 con Windows CE 2.10, añadía soporte para JavaScript y varios protocolos de seguridad.
La siguiente versión, Pocket Internet Explorer 4, fue la primera en funcionar con IFRAMEs, ActiveX, CSS, VBScript, programas Java, además de añadir mayor soporte para HTTPS y las características avanzadas de HTML. La versión de PIE incluida en Pocket PC 2002 brindaba soporte limitado para DHTML y XML, y además la habilidad de navegar por sitios WAP (una característica no presente en Internet Explorer para PC). Actualmente es un navegador rico en características, admitiendo FTP, XSL, cookies, GIFs animados y mucho más.
Internet Explorer Mobile 9 es la versión usada por las versiones Windows Phone anteriores WP8, mientras que el 10 es usado por este último.